# 永久磁鐵電動機

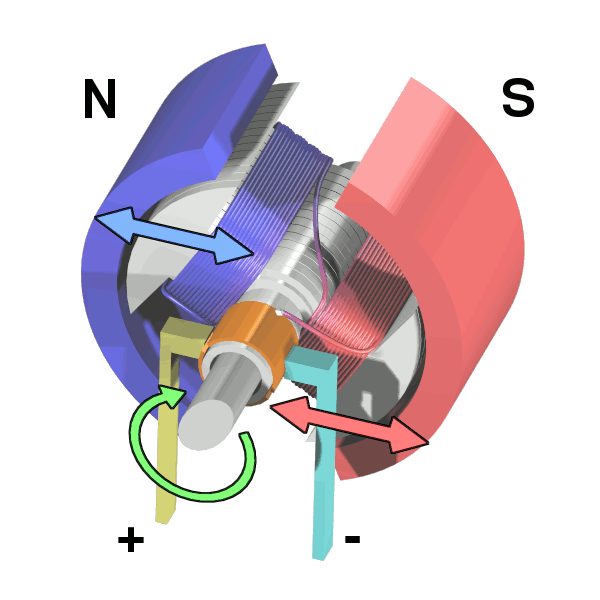
直流有刷馬達，其定子是永久磁鐵

永久磁鐵電動機是指用永久磁鐵產生磁場，再以電樞產生動力的电动机。其磁鐵可能是定子，也可能是轉子，若是徑向磁通電動機，其磁鐵可能是在電樞以內，也可能在電樞以外，若是轴向磁通电动机，永久磁鐵就會和電樞並排。

## 應用

### 電動車
通用汽车的Chevrolet Bolt和雪佛兰沃蓝达就使用永久磁鐵電動機，特斯拉公司的Model 3裡的後輪驅勳電動機也是永久磁鐵電動機。近來特斯拉公司的雙馬達車型在後輪使用永久磁鐵電動機，前輪則使用异步电动机
永久磁鐵電動機的效率比异步电动机好，也比其他有場繞組的電動機要好。异步电动机的磁場調節很好，因此可以進行效率的最佳化

## 種類
- 直流有刷馬達（用直流電供電）
- 永磁同步電動機（PMSM，以交流電供電）

考慮磁鐵在轉子上的內轉子馬達，可以依磁鐵位置再分成磁鐵在轉子表面的表面永磁電動機（Surface permanent magnet motor，SPM）和磁鐵在轉子內部的內藏式永磁電動機（internal permanent magnet，IPM）。內藏式永磁電動機的優點包括其結構穩定性，以及降低反電動勢。因為轉子內部需要挖洞容納磁鐵，轉子內部會有高磁阻區，因此可以類似磁阻電動機，產生磁阻力矩。
有一種類似永磁同步電動機的電動機，稱為直流無刷電動機，不使用電刷和滑環，磁鐵也位在轉子，但其反電動勢和永磁同步電動機不同。

## 反電動勢
反電動勢（back EMF，counter EMF）是在定子繞組和轉子磁場有相對運勳時，會產生的電壓。轉子的幾何決定了反電動勢的波形。
在永久磁鐵電動機裡，反電動勢不是定值。感應電動機也有此問題。不過感應電動機的轉子磁場會隨著速度增加而減少。而永久磁鐵電動機是固定磁場，因此所感應的電壓會和轉子速度成正比。此電壓會和提供給電動機的電壓反向，所提供電壓需超過反電動勢，電動機才能正常運作。
永磁同步電動機的反電動勢較接近弦波，而直流無刷電動機的反電動勢較接近方波或鋸齒波。

## 永久磁鐵材料
目前已有多種磁鐵材料用在電動機的永久磁鐵上，其考量因素主要包括磁強度和成本。電動機主要用的磁鐵有釹磁鐵（NdFeB）、釤鈷磁鐵（SmCo）、鋁鎳鈷合金（Alnico）和碳酸鍶-氧化鐵（鐵氧體）。上述四種磁鐵裡，釹磁鐵和釤鈷磁鐵屬於稀土磁鐵，而近來也在研究非稀土元素（NRE）永久磁鐵的材料。

### 釹磁鐵
釹磁鐵（NdFeB）是工業應用上，最強大的永久磁鐵，已使用在許多種類的永久磁鐵電動機裡，像是磁碟機主軸電動機、電動車電動機、發電機、感測器、電子手工具和磁共振成像（MRI）。NdFeB的居里点約320 °C，比室溫高很多，也有高剩磁、矯頑力和高能量積，因此很適用永久磁鐵的應用。最常見製造 釹磁鐵的方式是將合金化的釹、鐵和硼進行燒結，一般比例會接近Nd14Fe78B8；燒結會增加Nd2Fe14B的成長，這也和釹磁鐵的強磁特性有關。不過，這也會讓釹磁鐵的燒結晶界之間有容易腐蝕的弱點，需要用銅鎳或鋁基金屬表面鍍層來緩解。此外，金屬釹的價格高、是稀土金屬、製造時會產生放射性的廢棄物，因此釹磁鐵的經濟成本或環境成本都很高。

### 釤鈷磁鐵
釤鈷磁鐵的磁性和釹磁鐵相關，用在許多的應用上，例如高性能電動車的電動機、核磁共振波譜、 渦輪機構和無摩擦軸承。釹磁鐵的磁場強度比釤鈷磁鐵強，但後者的矯頑力較強（也就是比較不容易退磁），抗腐蝕的特性也比較好。釤鈷磁鐵的居里溫度超過700°C，並溫度穩定性也比釹磁鐵要好，因此適用在高溫或是低溫冷凍的應用上。不過，釤鈷磁鐵中，稀土材料的比例較釹磁鐵要高，因此價格更高，而且在製造上，有來源稀少以及環境相關議題的疑慮，因此，釤鈷磁鐵目前只用在在特殊溫度下，或是需要較大矯頑力的應用。

### 鋁鎳鈷合金
鋁鎳鈷合金（Alnico）屬於非稀土的永久磁鐵材料，用在像磁性速度和流量感測器、發電機以及消費性產品中。相較於釹磁鐵和釤鈷磁鐵，鋁鎳鈷金的特性較差，但矯頑力仍很高，而且因為沒有稀土材料，價格便宜很多。而且材料中鋁和鐵的比例很高，因此抗腐蝕特性、電導率和高溫穩定性都很好。铝鎳鈷合金的居里溫度將近800°C，是居里溫度相當高的磁鐵材料。不過，铝鎳鈷合金磁場強度較低，也表示很容易被退磁，特別是在低溫的情形下，所組成的鐵素體鐵可能會轉態變成超導體。

### 鐵氧體磁鐵
碳酸鍶和氧化鐵，也稱為鐵氧體磁鐵，屬於非稀土材料，用在電動工具、工業磁性分離、汽車感測器等應用上。鐵氧體磁鐵磁性多半比鋁鎳鈷合金要好，但和釹磁鐵、釤鈷磁鐵比較，就差很多。鐵氧體磁鐵和铝鎳鈷合金也都有耐腐蝕、價格低的特性。不過鐵氧體磁鐵的溫度穩定性比铝鎳鈷磁鐵較弱，若在溫度範圍較高的應用中，很容易退磁，居里溫度約450°C，和铝鎳鈷磁鐵一樣，在低溫的情形下，會有鐵素體鐵轉態而退磁的問題。

### 正在研究中的永久磁鐵材料
開發非稀土、低成本、機械強度高、強度高的永磁材料是充滿活力且持續中的研究領域。目前受關注的材料有鐵-鈷-鉬的三元合金、奈米結構的鈷鉑合金和隕石型有序鐵鎳合金。

## 環境和供應問題
稀土材料的生產會產生輻射量高於原礦石天然輻射量的廢棄物（美國環保署稱為技術增強型天然放射性物質，簡稱TENORM）。中國是最大的釹生產國，在2010年和日本有關釣魚臺列嶼（日方稱為尖閣諸島）的領土爭議，限制出口釹到日本。中國也針對數項稀土材料進行出口配額管制，所提出的原因是管理污染以及保存資源。此配額已於2015年取消。儘管釹資源相對豐富，但2017年全球釹需求量已超過產量約10%。

## 外部連結
- Vavra, Chris. . Control Engineering. 2017-01-31  [2023-01-24] （美国英语）.